# Ptilostemon grandei
Ptilostemon grandei là một loài thực vật có hoa trong họ Cúc. Loài này được (Petr.) Greuter miêu tả khoa học đầu tiên năm 1973.